# Азербайджан на летних Олимпийских играх 2012
Азербайджан на летних Олимпийских играх 2012 был представлен в 15 видах спорта. В состав сборной Азербайджана вошли 53 человека (39 мужчин и 14 женщин).
Согласно указу Президент Азербайджана Ильхама Алиева премиальные за золотую медаль составят 400 тыс. манат, за серебро — 200 тыс. манат, за бронзу — 100 тыс. манат. В свою очередь Национальный олимпийский комитет Азербайджана объявил, что наградит обладателя золотой медали суммой в размере 200 тыс. манат, серебряной — 100 тыс. манат, бронзовой — 50 тыс. манат.
На церемонии открытия Олимпийских игр знаменосцем сборной стал олимпийский чемпион 2008 года Эльнур Мамедли. На церемонии открытия присутствовал Президент Азербайджана Ильхам Алиев с супругой Мехрибан Алиевой.
В состав сборной Азербайджана в Лондоне вошёл целый ряд олимпийских призёров: олимпийский чемпион Эльнур Мамедли (дзюдо), серебряный призёр Ровшан Байрамов (греко-римская борьба), бронзовые призёры Хетаг Газюмов (вольная борьба), Мария Стадник (женская борьба) и Ирада Ашумова (стрельба).
На Играх в Лондоне сборная Азербайджана впервые в своей истории завоевала медаль в тяжёлой атлетике, однако в дальнейшем спортсмена лишили медали из-за нарушения антидопинговых правил.
На Олимпийских играх в Лондоне Азербайджан занял 32-е место, выиграв 9 медалей (больше чем когда-либо ранее), тем самым превзошёл результат Олимпиады 2008 года в Пекине как по количеству золотых наград, так и по общему количеству медалей.
По итогам Олимпиады 31 августа 2012 года во дворце «Buta Palace» президент Ильхам Алиев встретился с участвовавшими на играх спортсменами и «за заслуги в развитии азербайджанского спорта и высокие достижения на ХХХ летних Олимпийских играх в Лондоне» вручил им и их тренерам ордена «Шохрат» (Слава), медали «Терегги» (Прогресс) и Почётные дипломы. Тогрул Аскеров, Шариф Шарифов (оба — вольная борьба), Сайпулла Абсаидов, Фирдовси Умудов (оба — тренеры сборной по вольной борьбе), Хиджран Шарифов (судья в борьбе) и Эльчин Зейналов (личный тренер Тогрула Аскерова) были награждены орденами «Шохрат», Аждар Джафаров (судья в борьбе), Эмин Ахмедов (греко-римская борьба), Салих Бора (главный тренер сборной по греко-римской борьбе), Рашад Рашидов (тренер сборной по греко-римской борьбе), Магомедрасул Меджидов, Теймур Мамедов (оба — бокс), Ильхам Алимзанов (тренер по боксу), Гаджимурад Газиев, Юлия Раткевич (борьба), Магомед Алиомаров (главный тренер женской сборной по борьбе), Мехман Наджафов (тренер женской сборной по борьбе), Валентин Христов (тяжёлая атлетика), Златан Ванев (тренер Валентина Христова) были награждены медалями «Терегги», Ровшан Байрамов (греко-римская борьба)
Хетаг Газюмов и Мария Стадник (оба — вольная борьба) были награждены «Почётными дипломами Президента Азербайджанской Республики».

## Медали
| Медаль  | Спортсмен             | Вид спорта | Соревнование                            | Дата       |
| ------- | --------------------- | ---------- | --------------------------------------- | ---------- |
| Золото  | Тогрул Аскеров        | Борьба     | Мужчины, вольная борьба, до 60 кг       | 11 августа |
| Золото  | Шариф Шарифов         | Борьба     | Мужчины, вольная борьба, до 84 кг       | 11 августа |
| Серебро | Ровшан Байрамов       | Борьба     | Мужчины, греко-римская борьба, до 55 кг | 5 августа  |
| Серебро | Мария Стадник         | Борьба     | Женщины, вольная борьба, до 48 кг       | 8 августа  |
| Бронза  | Эмин Ахмедов          | Борьба     | Мужчины, греко-римская борьба, до 74 кг | 5 августа  |
| Бронза  | Юлия Раткевич         | Борьба     | Мужчины, вольная борьба, до 55 кг       | 9 августа  |
| Бронза  | Теймур Мамедов        | Бокс       | Мужчины, до 91 кг                       | 10 августа |
| Бронза  | Магомедрасул Меджидов | Бокс       | Мужчины, свыше 91 кг                    | 10 августа |
| Бронза  | Хетаг Газюмов         | Борьба     | Мужчины, вольная борьба, до 96 кг       | 12 августа |

| Медали по дням | Медали по дням | Медали по дням | Медали по дням | Медали по дням | Медали по дням | Медали по дням |
| -------------- | -------------- | -------------- | -------------- | -------------- | -------------- | -------------- |
| День           | Дата           | 1              | 2              | 3              | Итого          |                |
| День 0         | 27 июля        | —              | —              | —              | —              |                |
| День 1         | 28 июля        | —              | —              | —              | —              |                |
| День 2         | 29 июля        | —              | —              | 1              | 1              |                |
| День 3         | 30 июля        | —              | —              | —              | —              |                |
| День 4         | 31 июля        | —              | —              | —              | —              |                |
| День 5         | 1 августа      | —              | —              | —              | —              |                |
| День 6         | 2 августа      | —              | —              | —              | —              |                |
| День 7         | 3 августа      | —              | —              | —              | —              |                |
| День 8         | 4 августа      | —              | —              | —              | —              |                |
| День 9         | 5 августа      | —              | 1              | 1              | 2              |                |
| День 10        | 6 августа      | —              | —              | —              | —              |                |
| День 11        | 7 августа      | —              | —              | —              | —              |                |
| День 12        | 8 августа      | —              | 1              | —              | 1              |                |
| День 13        | 9 августа      | —              | —              | 1              | 1              |                |
| День 14        | 10 августа     | —              | —              | 2              | 2              |                |
| День 15        | 11 августа     | 2              | —              | —              | 2              |                |
| День 16        | 12 августа     | —              | —              | 1              | 1              |                |
| Всего          | Всего          | 2              | 2              | 5              | 9              |                |

| Вид спорта           | 1 | 2 | 3 | Всего |
| Бокс                 | 0 | 0 | 2 | 2     |
| Вольная борьба       | 2 | 1 | 2 | 5     |
| Греко-римская борьба | 0 | 1 | 1 | 2     |
| Тяжёлая атлетика     | 0 | 0 | 1 | 1     |
| Всего                | 2 | 2 | 5 | 9     |

| Пол     | 1 | 2 | 3 | Всего |
| Мужчины | 2 | 1 | 4 | 7     |
| Женщины | 0 | 1 | 1 | 2     |
| Всего   | 2 | 2 | 5 | 9     |

## Результаты соревнований

### Академическая гребля
В следующий раунд из каждого заезда проходили несколько лучших экипажей (в зависимости от дисциплины). В утешительный заезд попадали спортсмены, выбывшие в предварительном раунде. В финал A выходили 6 сильнейших экипажей, остальные разыгрывали места в утешительных финалах B-F.
Мужчины
| Соревнование | Спортсмены             | Предварительный заезд | Предварительный заезд | Предварительный заезд | Отборочный заезд | Отборочный заезд | Отборочный заезд | Четвертьфинал | Четвертьфинал | Четвертьфинал | Полуфинал     | Полуфинал     | Полуфинал     | Финал   | Финал   | Итоговое место |
| Соревнование | Спортсмены             | Заезд                 | Время                 | Место                 | Заезд            | Время            | Место            | Заезд         | Время         | Место         | Заезд         | Время         | Место         | Время   | Место   | Итоговое место |
| ------------ | ---------------------- | --------------------- | --------------------- | --------------------- | ---------------- | ---------------- | ---------------- | ------------- | ------------- | ------------- | ------------- | ------------- | ------------- | ------- | ------- | -------------- |
| одиночки     | Александар Александров | 3                     | 6:49,81               | 2 Q                   | Не участвовал    | Не участвовал    | Не участвовал    | 3             | 6:56,36       | 3 Q           | Полуфинал A/B | Полуфинал A/B | Полуфинал A/B | Финал A | Финал A | 5              |
| одиночки     | Александар Александров | 3                     | 6:49,81               | 2 Q                   | Не участвовал    | Не участвовал    | Не участвовал    | 3             | 6:56,36       | 3 Q           | 2             | 7:20,80       | 3 Q           | 7:09,42 | 5       | 5              |

Женщины
| Спортсмен          | Соревнование | Заплыв | Заплыв        | Заплыв | Четвертьфинал | Четвертьфинал | Четвертьфинал | Полуфинал | Полуфинал     | Полуфинал | Финал B       | Финал B | Место |
| Спортсмен          | Соревнование | Заплыв | Время         | Место  | Заплыв        | Время         | Место         | Заплыв    | Время         | Место     | Время         | Место   | Место |
| ------------------ | ------------ | ------ | ------------- | ------ | ------------- | ------------- | ------------- | --------- | ------------- | --------- | ------------- | ------- | ----- |
| Наталья Мустафаева | Одиночки     | 2000 м | 7 м, 46.01 с. | 2      | 2000 м.       | 8 м, 00.26 с. | 3             | 2000 м.   | 8 м, 06.83 с. | 6         | 8 м, 23.64 с. | 6       | 12    |

### Бокс
Мужчины
| Спортсмен             | Категория   | 1/16 финала                      | 1/8 финала                         | Четвертьфинал                | Полуфинал                        | Финал                | Финал                |                      |
| Спортсмен             | Категория   | Соперник Результат               | Соперник Результат                 | Соперник Результат           | Соперник Результат               | Соперник Результат   | Место                |                      |
| --------------------- | ----------- | -------------------------------- | ---------------------------------- | ---------------------------- | -------------------------------- | -------------------- | -------------------- | -------------------- |
| Эльвин Мамишзаде      | до 52 кг    | Нямбаярын Тогсцогт (MGL) П 11-18 | Завершил выступление               | Завершил выступление         | Завершил выступление             | Завершил выступление | Завершил выступление |                      |
| Магомед Абдулхамидов  | до 56 кг    | Не участвовал                    | Сатоси Симидзу (JPN) П RSC         | Завершил выступление         | Завершил выступление             | Завершил выступление | Завершил выступление | Завершил выступление |
| Гайбатулла Гаджиалиев | до 64 кг    | Абдерразак Хоуя (TUN) П 16-19    | Завершил выступление               | Завершил выступление         | Завершил выступление             | Завершил выступление | Завершил выступление |                      |
| Солтан Мигитинов      | до 75 кг    | Мохаммед Хикаль (EGY) В 20-12    | Эскива Фалькао (BRA) П 11-24       | Завершил выступление         | Завершил выступление             | Завершил выступление | Завершил выступление |                      |
| Ватан Гусейнли        | до 81 кг    | Карлос Гонгора (ECU) П 8-9       | Завершил выступление               | Завершил выступление         | Завершил выступление             | Завершил выступление | Завершил выступление |                      |
| Теймур Мамедов        | до 91 кг    | н/д                              | Джей Опетайя (AUS) В 20-12         | Сергей Корнеев (BLR) В 20-12 | Клементе Руссо (ITA) П 13-15     | Завершил выступление |                      |                      |
| Магомедрасул Меджидов | свыше 91 кг | н/д                              | Меджи Мвамба (COD) В Решение судей | Магомед Омаров (RUS) В 17-14 | Роберто Каммарелле (ITA) П 12-13 | Завершил выступление |                      |                      |

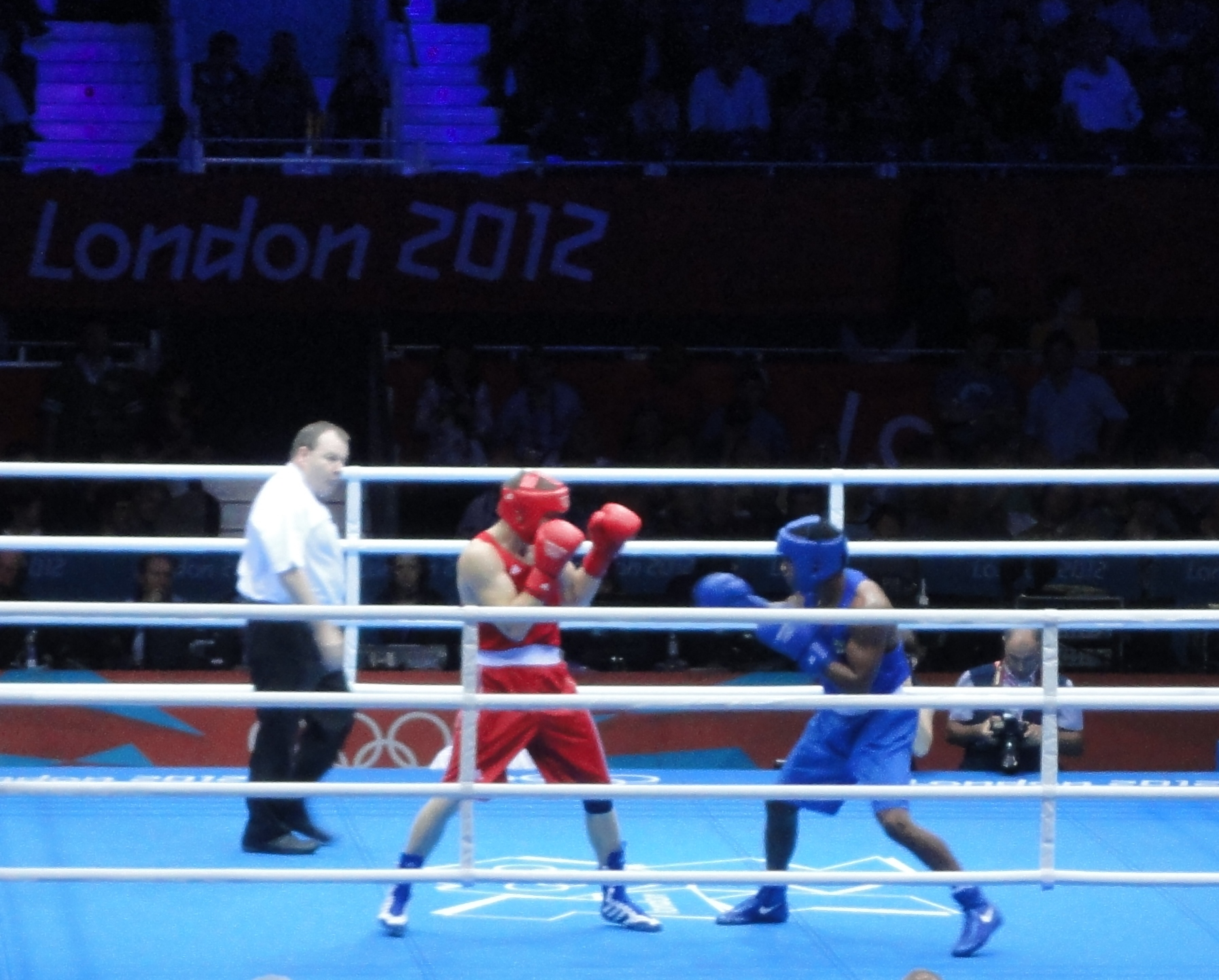
Солтан Мигитинов (в красном) в поединке с бразильцем Эскуива Флорентино в 1/8 финала

* После поединка победа было присуждена Абдулгамидову со счётом 22:17. Японская сторона подала протест в Международную ассоциацию любительского бокса, ответственную за проведение соревнований. Протест был удовлетворен судьями. В заявлении говорится, что рефери должен был как минимум трижды открывать счёт шесть раз падавшему на ринг Абдулгамидову, рефери должен был остановить бой, а победа должна была быть присуждена японскому боскеру Шимидзу. В связи с этим, результат поединка был аннулирован и победа была присуждена японскому боксеру.
Женщины
| Спортсмен        | Категория | 1/8 финала               | Четвертьфинал         | Полуфинал             | Финал                 | Финал                 |
| Спортсмен        | Категория | Соперник Результат       | Соперник Результат    | Соперник Результат    | Соперник Результат    | Место                 |
| ---------------- | --------- | ------------------------ | --------------------- | --------------------- | --------------------- | --------------------- |
| Елена Выстропова | до 75 кг  | Эдит Огоке (NGR) П 12-14 | Завершила выступление | Завершила выступление | Завершила выступление | Завершила выступление |

### 

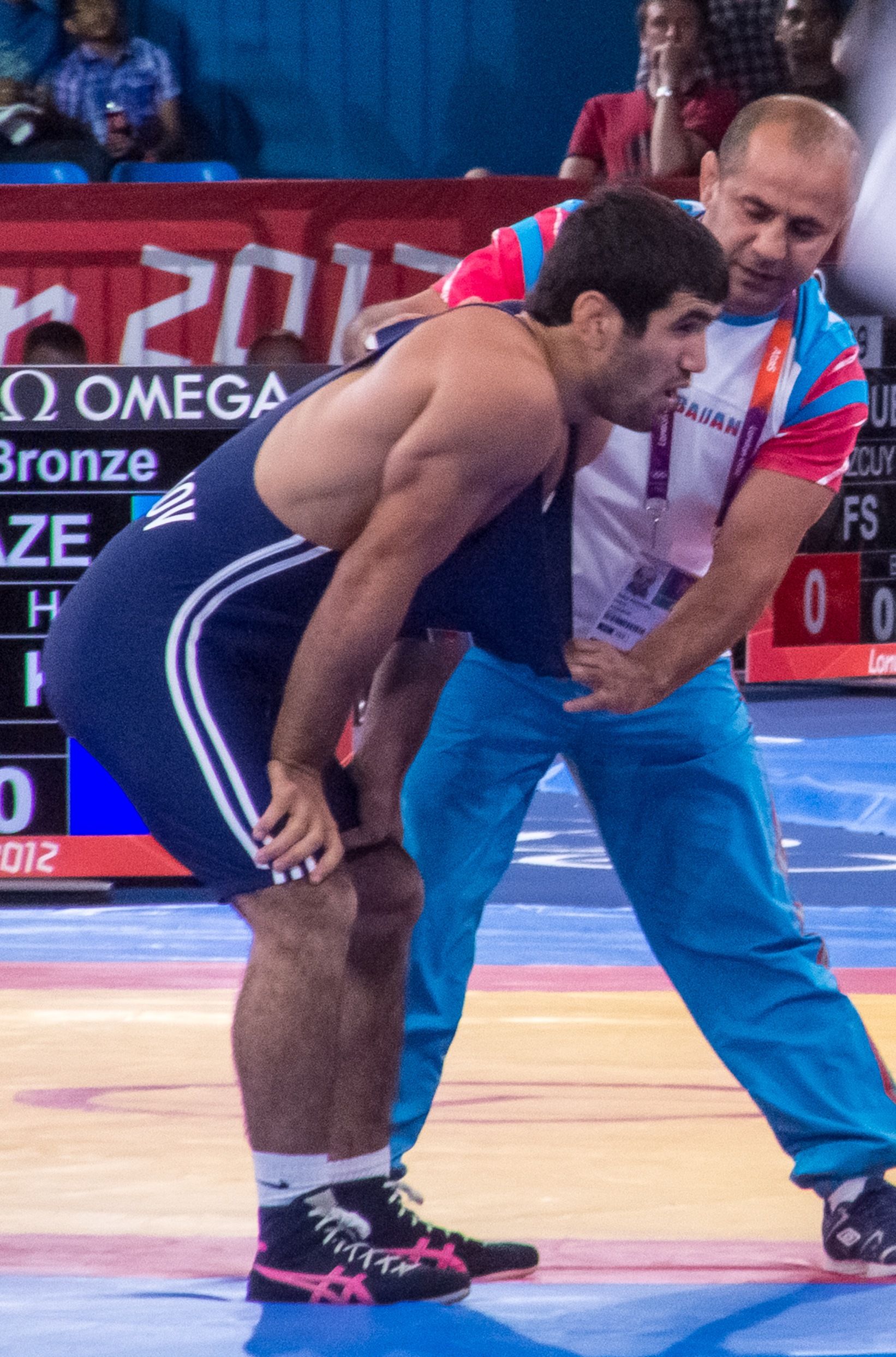
Джабраил Гасанов готовится к схватке за бронзовую медаль

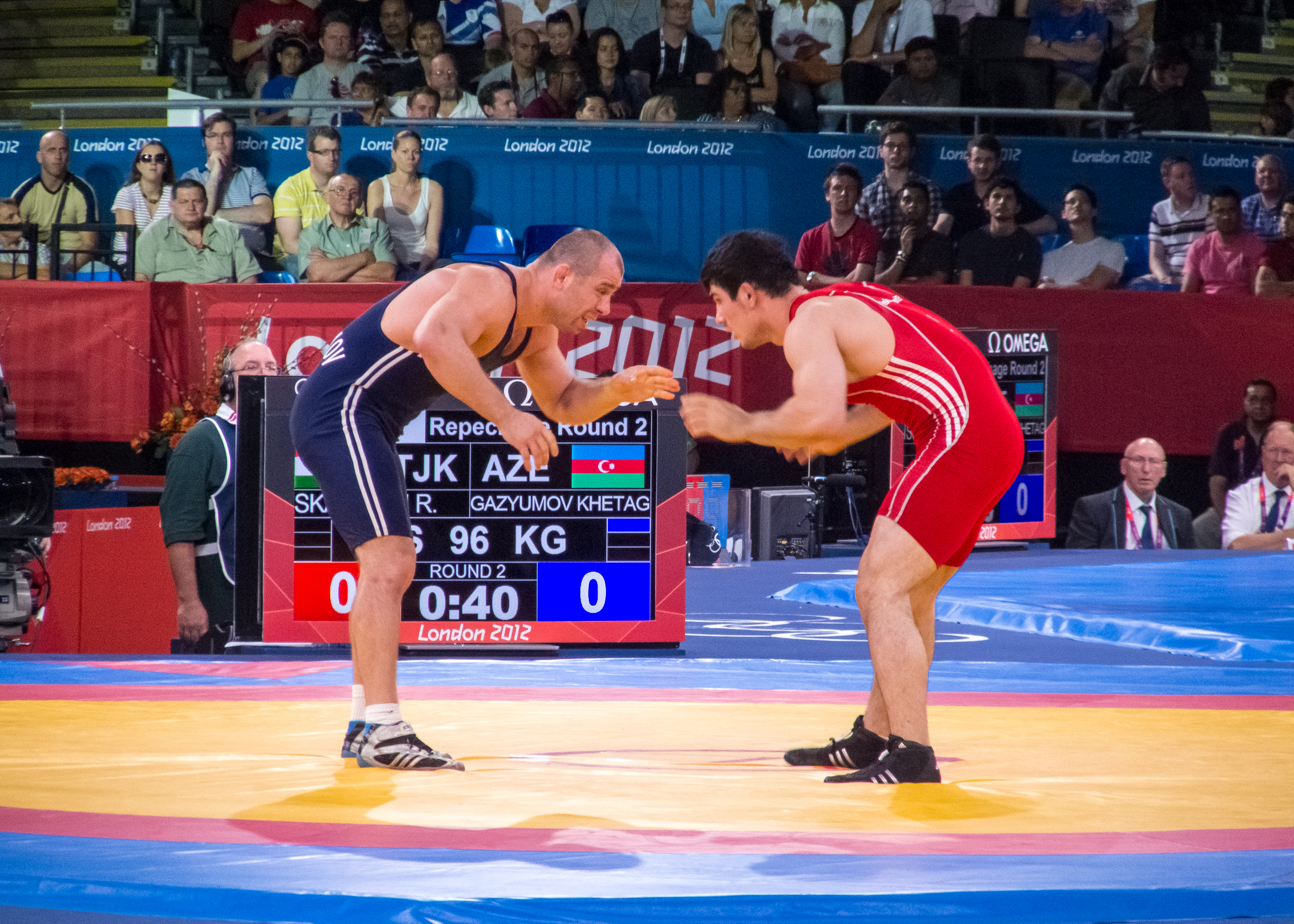
Хетаг Газюмов (в синем) борется с Рустамом Искандери из Таджикистана

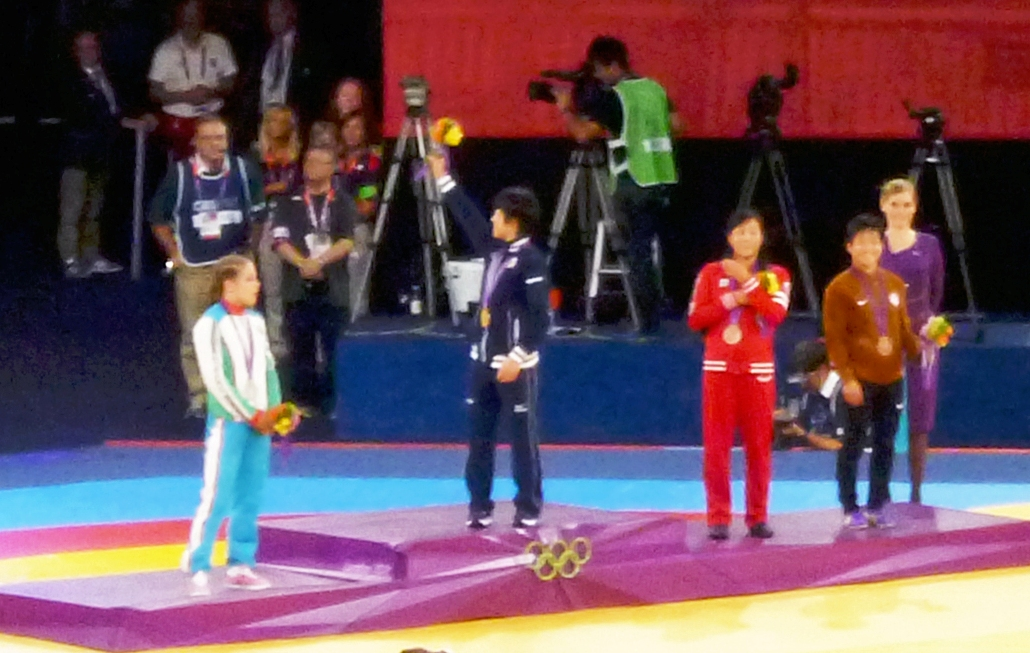
Мария Стадник (слева) на церемонии награждения в категории до 48 кг

#### 

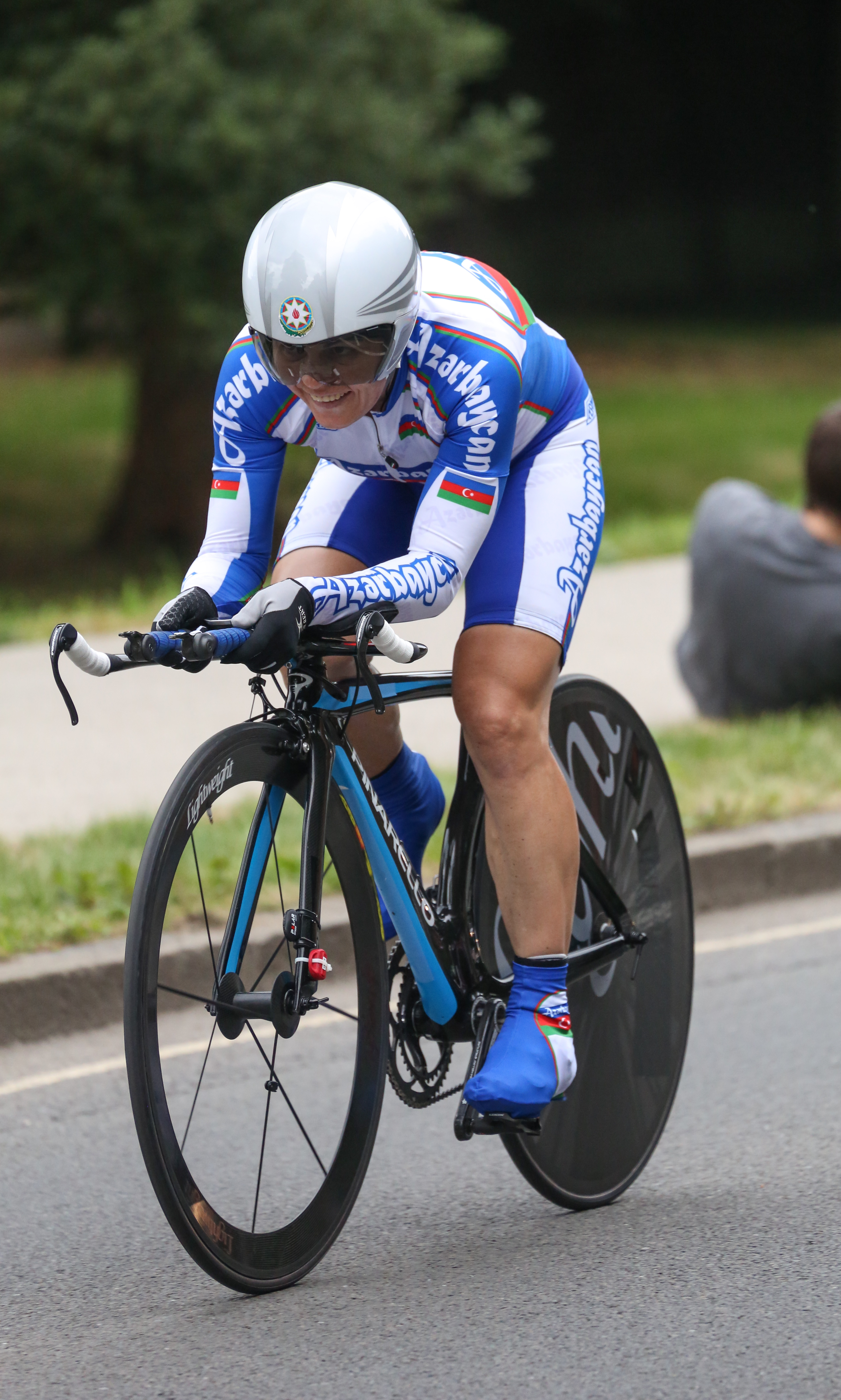
Елена Чалых соревнуется в раздельной шоссейной гонке

### Борьба
Вольная борьба
| Спортсмен             | Категория | Предварительный раунд          | 1/8 финала                       | Четвертьфинал                    | Полуфинал                           | Утешительный 1       | Утешительный 2                  | Финал                                          | Финал |
| Спортсмен             | Категория | Соперник Результат             | Соперник Результат               | Соперник Результат               | Соперник Результат                  | Соперник Результат   | Соперник Результат              | Соперник Результат                             | Место |
| --------------------- | --------- | ------------------------------ | -------------------------------- | -------------------------------- | ----------------------------------- | -------------------- | ------------------------------- | ---------------------------------------------- | ----- |
| Тогрул Аскеров        | до 60 кг  | Не участвовал                  | Тим Шляйхер (GER) Поб. 3-1       | Кэнити Юмото (JPN) Поб. 3-1      | Скотт Коулман (USA) Поб. 3-0        | Не участвовал        | Не участвовал                   | Бесик Кудухов (RUS) Поб. 3-0                   |       |
| Джабраил Гасанов      | до 66 кг  | Не участвовал                  | Леонид Базан (BUL) Поб. 3-1      | Али Шабанов (BLR) Поб. 3-1       | Тацухиро Ёнэмицу (JPN) Пор. 0-3     | Не участвовал        | Не участвовал                   | За бронзовую медаль Ливан Лопез (CUB) Пор. 0-5 | 5     |
| Ашраф Алиев           | до 74 кг  | Сосукэ Такатани (JPN) Поб. 3-0 | Денис Царгуш (RUS) Пор. 1-3      | Завершил выступление             | Завершил выступление                | Завершил выступление | Завершил выступление            | Завершил выступление                           | 9     |
| Шариф Шарифов         | до 84 кг  | Не участвовал                  | Ибрахим Бёлюкбаши (TUR) Поб. 3-1 | Джейк Херберт (USA) Поб. 3-1     | Эхсан Нассер Лашгари (IRI) Поб. 3-1 | Не участвовал        | Не участвовал                   | Хайме Юсепт Эспиналь (PUR) Поб. 3-1            |       |
| Хетаг Газюмов         | до 96 кг  | Не участвовал                  | Руслан Шейхов (BLR) Поб. 3-0     | Валерий Андрейцев (UKR) Пор. 1-3 | Не прошёл                           | Не участвовал        | Рустам Искандари (TJK) Поб. 3-1 | За бронзовую медаль Реза Яздани (IRI) Поб. 5-0 |       |
| Джамаладдин Магомедов | до 120 кг | Билял Махов (RUS) Пор. 0-3     | Завершил выступление             | Завершил выступление             | Завершил выступление                | Завершил выступление | Завершил выступление            | Завершил выступление                           | 16    |

Греко-римская борьба
| Спортсмен       | Категория | Предварительный раунд          | 1/8 финала                        | Четвертьфинал                    | Полуфинал                        | Утешительный 1       | Утешительный 2                | Финал                                                 | Финал |
| Спортсмен       | Категория | Соперник Результат             | Соперник Результат                | Соперник Результат               | Соперник Результат               | Соперник Результат   | Соперник Результат            | Соперник Результат                                    | Место |
| --------------- | --------- | ------------------------------ | --------------------------------- | -------------------------------- | -------------------------------- | -------------------- | ----------------------------- | ----------------------------------------------------- | ----- |
| Ровшан Байрамов | до 55 кг  | Мингиян Семёнов (RUS) Поб. 3-0 | Спенсер Манго (USA) Поб. 3-0      | Ли Шужин (CHN) Поб. 3-0          | Чои Гйу-Жин (KOR) Поб. 3-0       | Не участвовал        | Не участвовал                 | Хамид Соуриан (IRI) Пор. 0-3                          |       |
| Гасан Алиев     | до 60 кг  | Не участвовал                  | Стиг Андре Берже (NOR) Поб. 3-1   | Жихьюн Юнг (KOR) Поб. 3-0        | Реваз Лашхи (GEO) Пор. 1-3       | Не участвовал        | Не участвовал                 | За бронзовую медаль Заур Курамагомедов (RUS) Пор. 0-3 | 5     |
| Эмин Ахмедов    | до 74 кг  | Не участвовал                  | Невен Жугай (CRO) Поб. 3-0        | Зураб Датунашвили (GEO) Поб. 3-0 | Арсен Джулфалакян (ARM) Пор. 0-3 | Не участвовал        | Не участвовал                 | За бронзовую медаль Александр Кикинов (BLR) Поб. 3-1  |       |
| Саман Тахмасиби | до 84 кг  | Не участвовал                  | Владимир Гегешидзе (GEO) Пор. 1-3 | Завершил выступление             | Завершил выступление             | Завершил выступление | Завершил выступление          | Завершил выступление                                  | 11    |
| Шалва Гадабадзе | до 96 кг  | Не участвовал                  | Рустам Тотров (RUS) Пор. 1-3      | Не прошёл                        | Не прошёл                        | Не участвовал        | Джимми Лидберг (SWE) Пор. 1-3 | Завершил выступление                                  | 10    |

Женская борьба
| Спортсмен     | Категория | Предварительный раунд | 1/8 финала                       | Четвертьфинал                  | Полуфинал                    | Утешительный 1     | Утешительный 2                | Финал                                               | Финал |
| Спортсмен     | Категория | Соперник Результат    | Соперник Результат               | Соперник Результат             | Соперник Результат           | Соперник Результат | Соперник Результат            | Соперник Результат                                  | Место |
| ------------- | --------- | --------------------- | -------------------------------- | ------------------------------ | ---------------------------- | ------------------ | ----------------------------- | --------------------------------------------------- | ----- |
| Мария Стадник | до 48 кг  | Не участвовала        | Кларисса Чун (USA) Поб. 3-0      | Ивона Матковска (POL) Поб. 3-1 | Ирина Мерлени (UKR) Поб. 3-0 | Не участвовала     | Не участвовала                | Хитоми Обара (JPN) Пор. 1-3                         |       |
| Юлия Раткевич | до 55 кг  | Не участвовала        | Мария Преворалаки (GRE) Поб. 3-0 | Саори Ёсида (JPN) Пор. 0-3     | Не участвовала               | Не участвовала     | Кесли Кэмпбелл (USA) Поб. 3-0 | За бронзовую медаль Валерия Жолобова (RUS) Поб. 3-0 |       |

### Велоспорт

#### Шоссейный велоспорт
Женщины
| Спортсмен   | Соревнование     | Время           | Место           |
| ----------- | ---------------- | --------------- | --------------- |
| Елена Чалых | Групповая гонка  | Не финишировала | Не финишировала |
| Елена Чалых | Раздельная гонка | 41:47.06        | 20              |

### Гимнастика

#### Спортивная гимнастика
Мужчины
| Спортсмен      | Соревнование          | Квалификационный раунд | Квалификационный раунд | Квалификационный раунд | Квалификационный раунд | Квалификационный раунд | Квалификационный раунд | Квалификационный раунд | Квалификационный раунд | Финал                | Финал                | Финал                | Финал                | Финал                | Финал                | Финал                | Финал                |
| Спортсмен      | Соревнование          | Дисциплины             | Дисциплины             | Дисциплины             | Дисциплины             | Дисциплины             | Дисциплины             | Всего                  | Место                  | Дисциплины           | Дисциплины           | Дисциплины           | Дисциплины           | Дисциплины           | Дисциплины           | Всего                | Место                |
| Спортсмен      | Соревнование          | ВУ                     | К                      | Кц                     | ОП                     | ПБ                     | П                      | Всего                  | Место                  | ВУ                   | К                    | Кц                   | ОП                   | ПБ                   | П                    | Всего                | Место                |
| -------------- | --------------------- | ---------------------- | ---------------------- | ---------------------- | ---------------------- | ---------------------- | ---------------------- | ---------------------- | ---------------------- | -------------------- | -------------------- | -------------------- | -------------------- | -------------------- | -------------------- | -------------------- | -------------------- |
| Шакир Шихалиев | Абсолютное первенство | 14.600                 | 12.866                 | 13.166                 | 15.433                 | 13.666                 | 10.633                 | 80.364                 | 40                     | Завершил выступление | Завершил выступление | Завершил выступление | Завершил выступление | Завершил выступление | Завершил выступление | Завершил выступление | Завершил выступление |

#### Художественная гимнастика
Женщины
| Спортсмен    | Соревнование              | Предварительный раунд | Предварительный раунд | Предварительный раунд | Предварительный раунд | Предварительный раунд | Предварительный раунд | Финал  | Финал  | Финал  | Финал  | Финал   | Финал |
| Спортсмен    | Соревнование              | Мяч                   | Обруч                 | Булавы                | Лента                 | Всего                 | Место                 | Мяч    | Обруч  | Булавы | Лента  | Всего   | Место |
| ------------ | ------------------------- | --------------------- | --------------------- | --------------------- | --------------------- | --------------------- | --------------------- | ------ | ------ | ------ | ------ | ------- | ----- |
| Алия Гараева | Индивидуальное многоборье | 28.350                | 27.450                | 27.850                | 28.200                | 111.850               | 3                     | 27.825 | 27.925 | 27.575 | 28.250 | 111.575 | 4     |

### Гребля на байдарках и каноэ

#### Гребля на байдарках и каноэ
Мужчины
| Спортсмен                         | Соревнование          | Заплыв | Заплыв         | Заплыв | Полуфинал            | Полуфинал            | Финал          | Финал |
| Спортсмен                         | Соревнование          | Заплыв | Время          | Место  | Время                | Место                | Время          | Место |
| --------------------------------- | --------------------- | ------ | -------------- | ------ | -------------------- | -------------------- | -------------- | ----- |
| Валентин Демьяненко               | Каноэ-одиночки, 200 м | 1-й    | 44.194 с.      | 7      | Завершил выступление | Завершил выступление |                |       |
| Сергей Безуглый Максим Прокопенко | Каноэ-двойки, 1000 м  | 2-й    | 3 м, 38.042 с. | 1      | Не участвовали       | Не участвовали       | 3 м, 37.219 с. | 4     |

### Дзюдо
Спортсменов — 8
Соревнования по дзюдо проводились по системе на выбывание. Утешительные встречи проводились между спортсменами, потерпевшими поражение в четвертьфинале турнира. Победители утешительных встреч встречались в схватке за 3-е место со спортсменами, проигравшими в полуфинале в противоположной половине турнирной сетки.
Мужчины
| Спортсмен      | Категория | 1/32 финала                            | 1/16 финала                        | 1/8 финала                          | Четвертьфинал                    | Полуфинал            | Утешительный 1                      | Утешительный 2       | Финал                | Финал                |                      |
| Спортсмен      | Категория | Соперник Результат                     | Соперник Результат                 | Соперник Результат                  | Соперник Результат               | Соперник Результат   | Соперник Результат                  | Соперник Результат   | Соперник Результат   | Место                |                      |
| -------------- | --------- | -------------------------------------- | ---------------------------------- | ----------------------------------- | -------------------------------- | -------------------- | ----------------------------------- | -------------------- | -------------------- | -------------------- | -------------------- |
| Ильгар Мушкиев | до 60 кг  | Не участвовал                          | Ованес Давтян (ARM) Пор. 0000-0101 | Завершил выступление                | Завершил выступление             | Завершил выступление | Завершил выступление                | Завершил выступление | Завершил выступление | 17                   |                      |
| Тарлан Керимов | до 66 кг  | Не участвовал                          | Муса Могушков (RUS) Поб. 021—011   | Ахмед Авад (EGY) Поб. 000—002       | Сугои Уриарте (ESP) Пор. 001—021 | Не прошёл            | Павел Загродник (POL) Пор. 000—010  | Завершил выступление | Завершил выступление | 7                    |                      |
| Рустам Оруджев | до 73 кг  | Не участвовал                          | Гидеон ван Зил (RSA) Поб. 101-0101 | Мансур Исаев (RUS) Пор. 1001—000    | Завершил выступление             | Завершил выступление | Завершил выступление                | Завершил выступление | Завершил выступление | Завершил выступление | Завершил выступление |
| Эльнур Мамедли | до 81 кг  | Энтони Валоис-Форте (CAN) Пор. 001—001 | Завершил выступление               | Завершил выступление                | Завершил выступление             | Завершил выступление | Завершил выступление                | Завершил выступление | Завершил выступление | Завершил выступление |                      |
| Эльхан Мамедов | до 90 кг  | Не участвовал                          | Ламберт Кристоф (GER) Поб. 111—001 | Сон Тэ Нам (KOR) Пор. 011—000       | Завершил выступление             | Завершил выступление | Завершил выступление                | Завершил выступление | Завершил выступление | Завершил выступление | Завершил выступление |
| Эльмар Гасымов | до 100 кг | Не участвовал                          | Максим Раков (KAZ) Поб. 011—000    | Леван Жоржолиани (GEO) Поб. 011—002 | Хи-Тае Хванг (KOR) Пор. 002—021  | Не прошёл            | Рамзиддин Саидов (UZB) Пор. 000—100 | Завершил выступление | Завершил выступление | 7                    |                      |

Женщины
| Кифаят Гасымова | до 57 кг | Не участвовала                        | Каори Мацумото (JPN) Пор. 000—010 | Завершила выступление | Завершила выступление | Завершила выступление | Завершила выступление | Завершила выступление | Завершила выступление | Завершила выступление |
| Рамиля Усубова  | до 63 кг | Гульнар Хайытбаева (TKM) Поб. 111—000 | Чон Да Ун (KOR) Пор. 000—100      | Завершила выступление | Завершила выступление | Завершила выступление | Завершила выступление | Завершила выступление | Завершила выступление | Завершила выступление |

### Конный спорт
Спортсменов — 1

#### Конкур
В каждом из раундов спортсменам необходимо было пройти дистанцию с разным количеством препятствий и разным лимитом времени. За каждое сбитое препятствие спортсмену начислялось 4 штрафных балла, за превышение лимита времени 1 штрафное очко (за каждые 5 секунд).
| Соревнование              | Спортсмены                | Квалификация | Квалификация | Квалификация | Квалификация | Квалификация | Квалификация         | Квалификация         | Квалификация         | Финал                | Финал                | Финал                | Финал                | Финал |
| Соревнование              | Спортсмены                | 1 раунд      | 1 раунд      | 2 раунд      | Всего        | Всего        | 3 раунд              | Всего                | Всего                | Финал A              | Финал A              | Финал B              | Всего                | Всего |
| Соревнование              | Спортсмены                | Штраф        | Место        | Штраф        | Штраф        | Место        | Штраф                | Штраф                | Место                | Штраф                | Место                | Штраф                | Штраф                | Место |
| ------------------------- | ------------------------- | ------------ | ------------ | ------------ | ------------ | ------------ | -------------------- | -------------------- | -------------------- | -------------------- | -------------------- | -------------------- | -------------------- | ----- |
| Индивидуальное первенство | Джамал Рагимов на Warrior | 5            | 53 (Q)       | 13           | 18           | 60           | Завершил выступление | Завершил выступление | Завершил выступление | Завершил выступление | Завершил выступление | Завершил выступление | Завершил выступление | 60    |

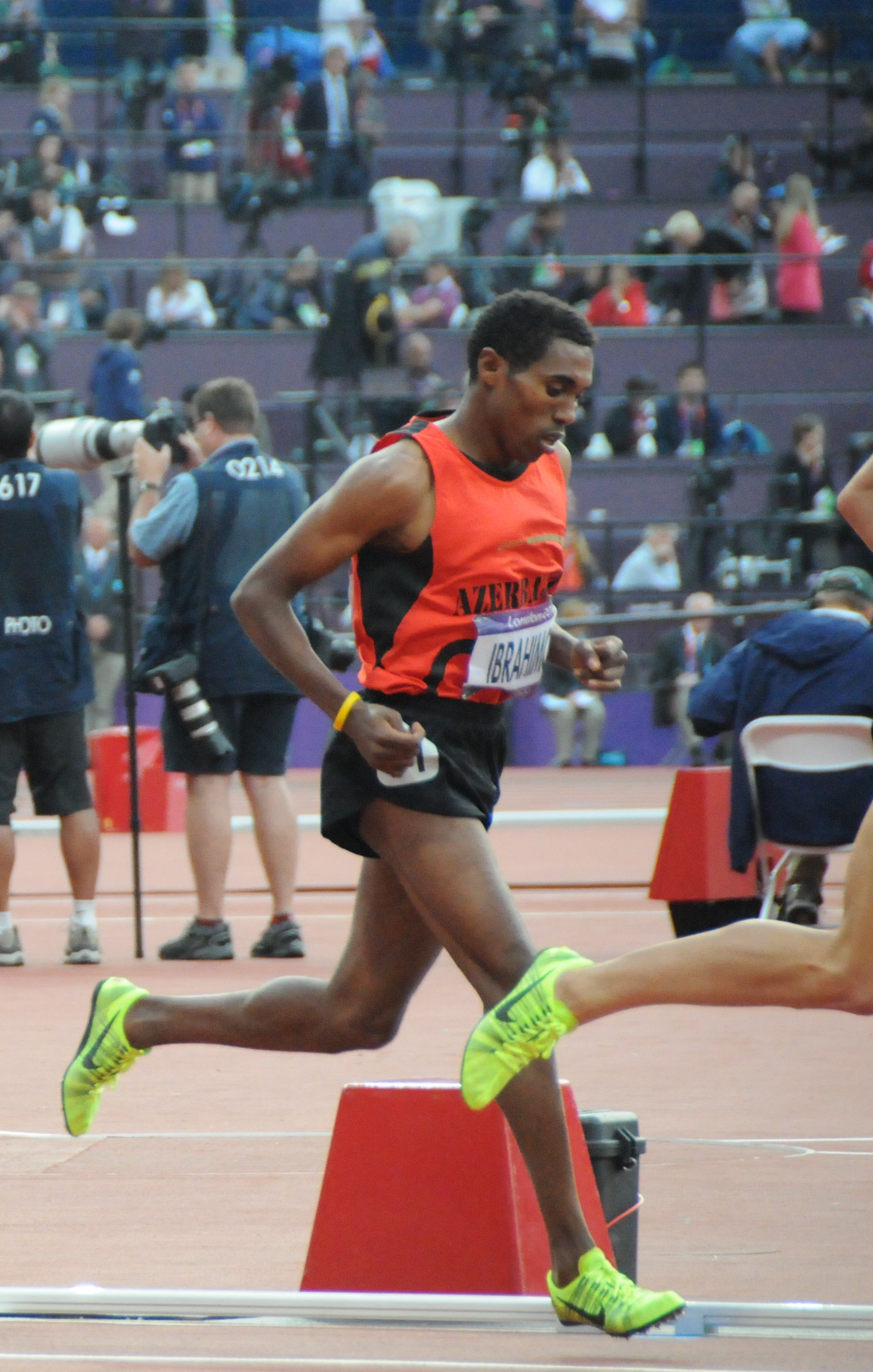
Хайле Ибрагимов соревнуется в беге на 5000 м

### Лёгкая атлетика
Мужчины
| Спортсмен      | Соревноване    | Предварительный раунд | Предварительный раунд | Финальный раунд      | Финальный раунд      |
| Спортсмен      | Соревноване    | Результат             | Место                 | Результат            | Место                |
| -------------- | -------------- | --------------------- | --------------------- | -------------------- | -------------------- |
| Дмитрий Маршин | Метание молота | 72.85                 | 19                    | Завершил выступление | Завершил выступление |

| Спортсмен       | Соревнование | Первый раунд | Первый раунд   | Первый раунд | Финал          | Финал | Место |
| Спортсмен       | Соревнование | Забег        | Время          | Место        | Время          | Место | Место |
| --------------- | ------------ | ------------ | -------------- | ------------ | -------------- | ----- | ----- |
| Хайле Ибрагимов | 5000 м       | 5000 м.      | 13 м, 25.23 с. | 1            | 13 м, 45.37 с. | 9     | 9     |

Женщины
| Спортсмен        | Соревнование | Первый раунд | Первый раунд | Первый раунд | Полуфинал             | Полуфинал             | Полуфинал             | Финал                 | Финал                 | Место                 |
| Спортсмен        | Соревнование | Забег        | Время        | Место        | Забег                 | Время                 | Место                 | Время                 | Место                 | Место                 |
| ---------------- | ------------ | ------------ | ------------ | ------------ | --------------------- | --------------------- | --------------------- | --------------------- | --------------------- | --------------------- |
| Лайес Абдуллаева | 5000 м       | 2-й          | 15:45.69     | 17           | Завершила выступление | Завершила выступление | Завершила выступление | Завершила выступление | Завершила выступление | Завершила выступление |

### Плавание
Мужчины
| Спортсмен      | Соревнование           | Предварительный заплыв | Предварительный заплыв | Полуфинал            | Полуфинал            | Финал                | Финал                |
| Спортсмен      | Соревнование           | Время                  | Место                  | Время                | Место                | Время                | Место                |
| -------------- | ---------------------- | ---------------------- | ---------------------- | -------------------- | -------------------- | -------------------- | -------------------- |
| Евгений Лазука | 100 метров баттерфляем | 53.86                  | 38                     | Завершил выступление | Завершил выступление | Завершил выступление | Завершил выступление |

Женщины
| Спортсменка        | Соревнование       | Предварительный заплыв | Предварительный заплыв | Полуфинал            | Полуфинал            | Финал                | Финал                |
| Спортсменка        | Соревнование       | Время                  | Место                  | Время                | Место                | Время                | Место                |
| ------------------ | ------------------ | ---------------------- | ---------------------- | -------------------- | -------------------- | -------------------- | -------------------- |
| Оксана Хатамханова | 100 метров брассом | 1:25.52                | 44                     | Завершил выступление | Завершил выступление | Завершил выступление | Завершил выступление |

### Стрельба
Женщины
| Спортсмен     | Соревнование   | Предварительный раунд | Предварительный раунд | Финал                 | Финал                 | Финал                 |
| Спортсмен     | Соревнование   | Счёт                  | Место                 | Счёт                  | Всего                 | Место                 |
| ------------- | -------------- | --------------------- | --------------------- | --------------------- | --------------------- | --------------------- |
| Ирада Ашумова | Пистолет, 25 м | 578                   | 23                    | Завершила выступление | Завершила выступление | Завершила выступление |
| Ирада Ашумова | Пистолет, 10 м | 372                   | 39                    | Завершила выступление | Завершила выступление | Завершила выступление |

### Тяжёлая атлетика
Мужчины
| Спортсмен         | Весовая категория | Рывок         | Рывок         | Толчок        | Толчок        | Всего         | Место         |
| Спортсмен         | Весовая категория | Результат     | Место         | Результат     | Место         | Всего         | Место         |
| ----------------- | ----------------- | ------------- | ------------- | ------------- | ------------- | ------------- | ------------- |
| Валентин Христов* | до 56             | 127           | 3             | 159           | 2             | 286           | DSQ           |
| Афган Байрамов    | до 69             | 142           | Нет           | —             | —             | —             | Нет           |
| Сардар Гасанов**  | до 69             | 145           | 5             | 176           | 8             | 321           | 8             |
| Интигам Заиров    | до 94             | 182           | 5             | 215           | 7             | 397           | 6             |
| Величко Чолаков†  | свыше 105         | Не участвовал | Не участвовал | Не участвовал | Не участвовал | Не участвовал | Не участвовал |

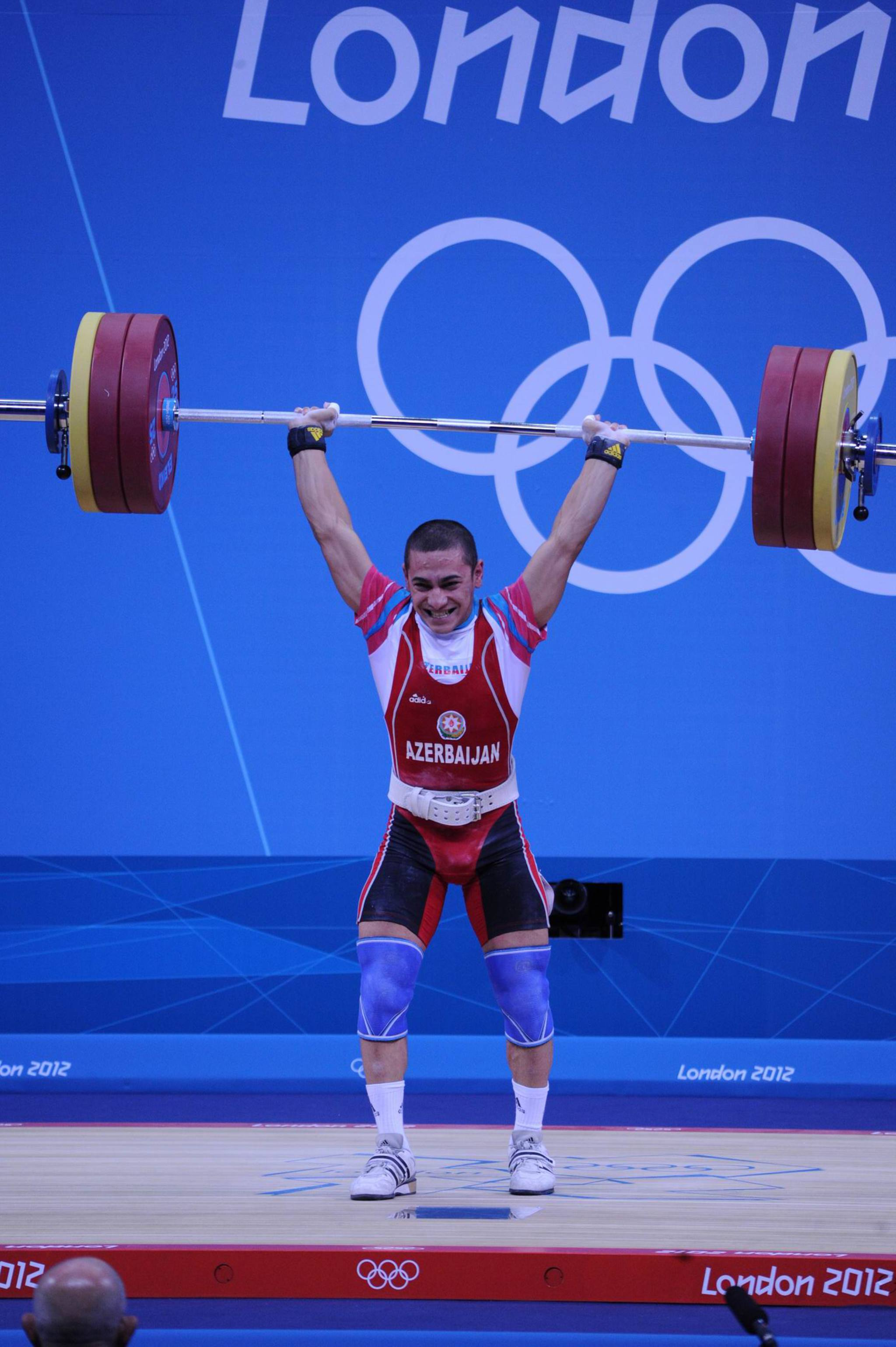
Выступление Валентина Христова

*Валентин Христов завоевал на Играх бронзовую медаль, но в 2019 году его результат был аннулирован из-за обнаружения в пробе его крови запрещённого препарата в результате повторного анализа.
**Сардар Гасанов заменил 21 июля получившего травму колена Ивана Стоицова
† Величко Чолаков из-за травмы не заявился на соревнование
Женщины
| Спортсмен      | Весовая категория | Рывок     | Рывок | Толчок    | Толчок | Всего | Место |
| Спортсмен      | Весовая категория | Результат | Место | Результат | Место  | Всего | Место |
| -------------- | ----------------- | --------- | ----- | --------- | ------ | ----- | ----- |
| Боянка Костова | до 58 кг          | 105       | 3     | 128       | 7      | 233   | 5     |

### Тхэквондо
Мужчины
| Спортсмен    | Категория | Предварительный раунд       | Четвертьфинал                  | Полуфинал            | Утешительный 1       | Утешительный 2       | Финал                | Финал                |                      |
| Спортсмен    | Категория | Соперник Результат          | Соперник Результат             | Соперник Результат   | Соперник Результат   | Соперник Результат   | Соперник Результат   | Место                |                      |
| ------------ | --------- | --------------------------- | ------------------------------ | -------------------- | -------------------- | -------------------- | -------------------- | -------------------- | -------------------- |
| Рамин Азизов | до 80 кг  | Стивен Лопес (USA) Поб. 3-2 | Мауро Сармьенто (ITA) Пор. 1-2 | Завершил выступление | Завершил выступление | Завершил выступление | Завершил выступление | Завершил выступление | Завершил выступление |

Женщины
| Спортсменка    | Категория | Предварительный раунд         | Четвертьфинал        | Полуфинал            | Утешительный 1       | Утешительный 2       | Финал                | Финал                |
| Спортсменка    | Категория | Соперник Результат            | Соперник Результат   | Соперник Результат   | Соперник Результат   | Соперник Результат   | Соперник Результат   | Место                |
| -------------- | --------- | ----------------------------- | -------------------- | -------------------- | -------------------- | -------------------- | -------------------- | -------------------- |
| Фарида Азизова | до 67 кг  | Карина Саргери (CAN) Пор. 0-1 | Завершил выступление | Завершил выступление | Завершил выступление | Завершил выступление | Завершил выступление | Завершил выступление |

### Фехтование
Женщины
| Спортсменка   | Дисциплина | 1/32 финала                         | 1/16 финала                   | 1/8 финала            | Четвертьфинал         | Полуфинал             | Финал                 | Место |
| Спортсменка   | Дисциплина | Соперник Результат                  | Соперник Результат            | Соперник Результат    | Соперник Результат    | Соперник Результат    | Соперник Результат    | Место |
| ------------- | ---------- | ----------------------------------- | ----------------------------- | --------------------- | --------------------- | --------------------- | --------------------- | ----- |
| Сабина Микина | Сабля      | Александра Буйдошо (GER) Поб. 16-13 | Ольга Харлан (UKR) Пор. 10-15 | Завершила выступление | Завершила выступление | Завершила выступление | Завершила выступление | 14    |

## Судьи из Азербайджана
Азербайджан на Олимпийских играх в Лондоне был представлен четырьмя судьями. Соревнования по борьбе судили Хиджран Шарифов и Аждар Джафаров, по боксу — Ровшан Гусейнов, и по тяжёлой атлетике — Вахид Назаров.
11 августа судья Хиджран Шарифов был награждён «Золотым свистком», как лучший арбитр.